# Adrian Figueroa
Adrian Figueroa (* 1984 in Frankfurt am Main) ist ein deutscher Theaterregisseur und Filmemacher.

## Leben
Figueroa absolvierte seinen Master an der Central School of Speech and Drama in London und studierte Englische Literatur und Drama an der University of Greenwich in London.
Als Theaterregisseur arbeitete er an zahlreichen renommierten Bühnen in Deutschland, darunter das Deutsche Theater Berlin, Staatsschauspiel Dresden, Junges Schauspiel Hamburg, HAU Hebbel am Ufer, Düsseldorfer Schauspielhaus, Schauspiel Essen und das Maxim Gorki Theater Berlin.
Seine Inszenierung Aurora wurde für den Friedrich-Luft-Preis für die beste Theaterproduktion in Berlin nominiert. One Day I Went to Lidl wurde zum Theatertreffen der Jugend eingeladen. 2024 feierte die Bühnenadaption von Wolfgang Herrndorfs Arbeit und Struktur am Düsseldorfer Schauspielhaus Uraufführung und wurde zum Festival Radikal jung in München eingeladen. Für diese Produktion wurde Figueroa im Jahrbuch der Zeitschrift Theater heute als Nachwuchskünstler des Jahres 2024 nominiert. 2025 war er erneut bei Radikal jung vertreten – mit Draußen vor der Tür, das außerdem zum Nachtkritik Theatertreffen eingeladen wurde.
Figueroas Kurzfilme Anderswo (2017), Letters From Silivri (2019) und Proll! (2020) liefen auf über 60 internationalen Festivals, unter anderem beim Clermont-Ferrand ISFF, dem London Short Film Festival und den Internationalen Kurzfilmtagen Oberhausen. Alle drei Filme erhielten das Prädikat „Besonders wertvoll“ der Deutschen Film- und Medienbewertung (FBW) und wurden mehrfach ausgezeichnet.
Letters From Silivri wurde beim Clermont-Ferrand ISFF mit dem Connection Award und dem Studentenpreis ausgezeichnet sowie mit dem SIYAD Award des Verbands türkischer Filmkritiker*innen.
Proll! gewann die Goldene Lola beim Deutschen Kurzfilmpreis sowie den Deutschen Kamerapreis und den Preis des Deutschen Wettbewerbs bei den Kurzfilmtagen Oberhausen. Der Film qualifizierte sich für die Oscar-Vorauswahl in der Kategorie Live Action Short Film bei der 95. Verleihung der Academy Awards.
2019 war Adrian Jurymitglied beim Internationalen Filmfestival Istanbul und Stipendiat der Kulturakademie Tarabya.
2021 wurde er für Berlinale Talents ausgewählt und ist Mitglied der Deutschen Filmakademie.
Er lebt derzeit in Berlin.

## Theaterinszenierungen (Auswahl)
- 2025: Uraufführung Alles wie es sein soll, Schauspiel Essen, Essen
- 2024: Draußen vor der Tür,  Düsseldorfer Schauspielhaus
- 2024: Maria, Staatsschauspiel Dresden
- 2023: Uraufführung Pauken, HAU Hebbel am Ufer, Berlin
- 2023: Uraufführung Arbeit und Struktur von Wolfgang Herrndorf, Düsseldorfer Schauspielhaus
- 2023: Morning, Junges Schauspielhaus Hamburg
- 2022: Biedermann und die Brandstifter, Düsseldorfer Schauspielhaus
- 2021: Das Tribunal, Düsseldorfer Schauspielhaus
- 2021: Die Laborantin,  Staatsschauspiel Dresden
- 2020: Aurora, HAU Hebbel am Ufer, Berlin
- 2018: Hool, Deutsches Theater Berlin
- 2018: Bilder ohne Lila, Staatsschauspiel Dresden
- 2018: Theater endlich ist Theater, Maxim Gorki Theater, Berlin
- 2017: Stress, HAU Hebbel am Ufer, Berlin
- 2015: One Day I Went to Lidl, Ballhaus Naunynstrasse, Berlin
- 2014: Briefe an meine Katze Bebert, Gefängnistheater aufBruch, Berlin
- 2013: Der Seewolf, Gefängnistheater aufBruch, Berlin
- 2010: Am I neutral now, Old Vic Tunnels/Shunt, London
- 2009: East, Greenwich Playhouse, London

### Filmografie
- 2022: Dear Osman, Kurzfilm, 19 min
- 2021: Proll!, Kurzfilm, 30 min
- 2020: Letters from Silivri, Dokumentarfilm, 15 min
- 2017: Anderswo, Kurzfilm,  30 min
- 2015: Die Lücke – Der NSU-Bombenanschlag von Köln, Dokumentarfilm, 45 min
- 2011: Situation: Street, Kurzfilm, 25 min

## Ehrungen und Auszeichnungen
- 2025 Jury Member, Internationale Kurzfilmtage Oberhausen
- 2025 Draußen vor der Tür, Nachtkritik – Theatertreffen
- 2025 Draußen vor der Tür, Festival Radikal Jung
- 2024 Nominierung – „Young Artist of the Year“ 2024 (Theater heute yearbook)
- 2024 Jury Member, Filmfest Dresden
- 2024 Jury Member, Achtung Berlin Festival – new Berlin film award
- 2024 Arbeit und Struktur, Festival Radikal Jung
- 2022 Proll! qualification for Consideration for the 95th Oscars in the category  „Live Action Short Film“
- 2022 Proll! „Award for Best Camera Short Film (Jakob Reinhardt)“, Deutscher Kamerapreis
- 2022 Proll! „Democracy Award“, 15. Filmzeit, das Allgäuer Autorenfilmfestival
- 2021 Deutscher Kurzfilmpreis („Goldene Lola“) mit Florian Schewe für Proll!
- 2021 Proll! „Special Mention“ Achtung Berlin – new Berlin film award
- 2021 Berlinale Talents Alumni
- 2021 Letters fom Silviri „Best Film“, 26th San Giò Verona Video Festival
- 2021 Proll! „Winner German Competition“, 67th International Short Film Festival Oberhausen
- 2021 Proll! „Prädikat Besonders Wertvoll“ (Deutsche Filmbewertung FBW)
- 2021 Letters fom Silviri „SIYAD-Award“ Turkish Film Critics Association
- 2021 Letters fom Silviri „Night-Award“ Festival internazionale Segni della Notte – Urbino
- 2021 Emerging artists Vol. V (German Films & German short Film Association)
- 2021 Letters from Silivri „Connexion Award“, Clermont Ferrand Film Festival
- 2021 Letters from Silivri „Student Prize“, Clermont Ferrand Film Festival
- 2021 Letters from Silivri „Prädikat Besonders Wertvoll“ (Deutsche Filmbewertung FBW)
- 2020 Aurora, Nominierung – Friedrich-Luft-Preis[1]
- 2019 Jury Member of the Human Rights in Cinema Competition, International Istanbul Film Festival
- 2019 Anderswo „Best Short“ – Enfoque International Film Festival Puerto Rico
- 2019 Anderswo „Best Short“ – International Festival of Films on Art, Montreal
- 2019 Anderswo „Best Short Doc“ – Boddinale
- 2019 Stipendiat der Kulturakademie Tarabya in Istanbul
- 2018 Anderswo „Bester Dokumentarfilm Mittellang/Kurz“ – Achtung Berlin – new berlin film award
- 2018 Anderswo „2 Platz Bester Dokumentarfilm Mittellang/Kurz“ – Open Eyes Filmfest Marburg
- 2016 One Day I Went to Lidl „Youth Theatre Award“ (Theatertreffen der Jugend)